# Taylor County, Texas
Taylor County är ett administrativt område i delstaten Texas, USA, med 131 506 invånare. Den administrativa huvudorten (county seat) är Abilene. 

## Geografi
Enligt United States Census Bureau har countyt en total area på 2 380 km². 2 370 av den arean är land och 10 km² är vatten.  

### Angränsande countyn
- Jones County - norr
- Callahan County - öster
- Coleman County - sydost
- Runnels County - söder
- Nolan County - väster